# Сан Карлос (Никарагва)
Сан Карлос је општина и град Републике Никарагве, главни град департмана Рио Сан Хуан. Главни град се налази на око 290 километара југоисточно од Манагве, управо тамо где се завршава језеро Никарагва или Коциболка и започиње река Сан Хуан. Културне манифестације подручја и идилично окружење створено бујном природом чине Сан Карлос фасцинантним местом. До њега се може доћи путем или реком.
Његово становништво, укључујући град и жупаније у окружењу, у 2019. години износи 51.624 становника. Општина Сан Карлос је практично тачка порекла реке Сан Хуан, места откривеног као резултат шпанских освајача у потрази за путем који би повезао Северно море са Јужним морем (Тихи океан) 1529. године. Сан Карлос заузима површину од 1.445 км² ако су укључени архипелаг Солентинаме и уточиште за дивље животиње Лос Гватузос.
Огромне мочваре које се граниче са долином реке Сан Хуан и преовлађујућа кишовита клима, до 5.000 милиметара годишње, чине овај део никарагванске територије краљевином кишне шуме.

## Историја
Град је основан 1526. године, мада је напуштен на неколико деценија да би поново био основан као Сан Карлос током 17. века. Садашња тврђава изграђена је 1666. године, а пирати су је опљачкали 1670. године. Тврђава је коришћена за пружање подршке постојбини Ел Кастиљо, коју су британски и холандски гусари често нападали.
Писац Марк Твен прошао је кроз Сан Карлос 1866. године, а енглески природњак Томас Белт стигао је у град 1870. године након дугог путовања дуж реке Сан Хуан.
У годинама породичне диктатуре Сомоза, Сан Карлос је очигледно био подељен у две социјалне класе, где просек као у неким другим деловима земље није постојао, већина људи је била сиромашна, док је мало становништва имало куповну моћ.
Током Сандинистичке револуције 1979. године побуњеници су заузели војну базу Сан Карлос, стигавши кроз џунглу из Костарике, иако су били принуђени да се поново повуку након што други напади нису имали исти успех у другим деловима земље. Ово је била прва војна победа сандиниста у револуцији.
После револуције, градска војна база коришћена је за борбу против побуњеника током осамдесетих.</nowiki></ref>

## Инфраструктура

### Образовање
У општини Сан Карлос постоји 36 образовних центара распоређених између предшколског, основног и средњег нивоа. Образовање у Никарагви је бесплатно. Нажалост, већина школских зграда је у катастрофалном стању.

### Здравље
Општина има 16 здравствених установа, 3 домова здравља и болницу. Ту је и СИЛАИС СЕДЕ Архивирано на веб-сајту  (10. август 2018) (локални систем за свеобухватну здравствену заштиту) који је ректор здравства у региону и представља национално министарство здравља.
С обзиром на озбиљне проблеме насиља у породици који се јављају у Сан Карлосу и регији Рио Сан Хуан, у априлу 2008. године основана је цивилна организација АРЕТЕ која се суочава са насиљем у породици и нуди психолошку и правну помоћ жртвама ових злостављања. АРЕТЕ свој посао обавља захваљујући подршци неких градова побратима Сан Карлос, попут Нирнберга и Ерлангена.